# Haplorhini
Haplorhini, også kaldet Haplorrhini, er den ene af to underordner inden for primaterne. Underordnen opdeles i de to grupper spøgelsesaber og aber (Simiiformes).

## Etymologi
Det taksonomiske navn Haplorhini kommer af det oldgræske haploûs (ἁπλούς, "enkel, simpel") og rhinos (ῥινός, "næse"). Det sigter til manglen på rhinarium, et vådt og nøgent område omkring næseborene, hvilket findes hos mange pattedyr, inklusiv hos den anden underorden af primater Strepsirrhini (halvaber).

## Fællestræk
Arterne i underordnen Haplorhini har en række fællestræk, der adskiller dem fra halvaberne (Strepsirrhini), fra hvilke de udspaltede sig for cirka 63 millioner år siden. Arterne i Haplorhini har alle mistet evnen til at producere C-vitamin, mens halvaberne som de fleste andre pattedyr har bibeholdt evnen til selv at danne C-vitamin. Overlæben hos arterne i Haplorhini har erstattet halvabernes rhinarium og er ikke direkte forbundet med næsen eller gummen, hvilket gør en stor mængde forskellige ansigtsudtryk mulige. Størrelsen af hjernen er større i forhold til kroppen end hos halvaberne, og den vigtigste sans er synssansen. De fleste arter er dagaktive, undtagelsen er spøgelsesaber og nataber.

## Klassifikation
En oversigt over familierne for de nulevende arter og deres placering i ordenen primater:
- ORDEN PRIMATES
  - Underorden Strepsirrhini: halvaber
  - Underorden Haplorhini: spøgelsesaber og aber
    - Infraorden Tarsiiformes
      - Familie Tarsiidae: spøgelsesaber

    - Infraorden Simiiformes
      - Parvorden Platyrrhini: vestaber
        - Familie Callitrichidae: egernaber
        - Familie Cebidae: kapucineraber og dødningehovedaber
        - Familie Aotidae: nataber
        - Familie Pitheciidae: springaber, sakiaber og uakarier
        - Familie Atelidae: brølaber, edderkopaber og uldaber

      - Parvorden Catarrhini: østaber
        - Overfamilie Cercopithecoidea: hundeaber
          - Familie Cercopithecidae

        - Overfamilie Hominoidea: menneskeaber
          - Familie Hylobatidae: gibboner
          - Familie Hominidae: store menneskeaber